# Alexander von Grunelius (Landrat)
Carl Alexander von Grunelius (* 21. November 1869 in Frankfurt am Main; † 8. Oktober 1938 ebenda) war deutscher Beamter, Politiker und Bankier (DNVP). Er war Mitglied der Bankiersfamilie Grunelius in Frankfurt am Main.

## Leben
Alexander entstammte der teils in mehreren Linie geadelten Familie Grunelius und war der Sohn der Gutsbesitzerstochter Olga Freiin von Bethmann (1849–1925) und des Eduard von Grunelius (1843–1923). Der Vater war Teilhaber des Bankhauses Grunelius & Co. und wurde am 1. Januar 1900 zu Berlin nobilitiert als von Grunelius. Alexander studierte an den Universitäten Bonn und Heidelberg Rechtswissenschaften. 1889 wurde er Mitglied des Corps Palatia Bonn. Noch im gleichen Jahr schloss er sich dem Corps Guestphalia Heidelberg an. Nach Abschluss des Studiums trat er in den preußischen Staatsdienst ein. Von 1906 bis 1921 war er Landrat des Landkreises Hersfeld. 1911 bis 1921 war er auch Mitglied des Kommunallandtags Kassel und des Provinziallandtags der Provinz Hessen-Nassau. Zuletzt lebte er als Bankier in Frankfurt am Main.
Alexander von Grunelius war seit 1909 mit Josephine von Hahnke (1881–1945), jüngste Tochter des Generalfeldmarschalls und Domherrn zu Brandenburg Wilhelm von Hahnke und der Josephine von Bülow-Potremse verheiratet. Das Ehepaar hatte sieben Kinder, darunter Adolf von Grunelius (1924–1943).